# Trương Chi (trường ca)
"Trương Chi" là bài hát nhạc tiền chiến được Văn Cao sáng tác năm 1942, một trong những ca khúc lãng mạn góp phần tạo nên tên tuổi của nhạc sĩ. Trong hồi ký Nhớ, nhạc sĩ Phạm Duy đã nhận xét về bài này là "vào lúc tân nhạc mới chập chững biết đi mà Văn Cao đã viết được những câu nhạc diễn tả giọt mưa tài tình như vậy, thật là hiếm có." Nhà nghiên cứu Trần Quang Hải thì cho rằng "Và cũng như hình ảnh cây đại thụ, Văn Cao đã kiêu hùng trải qua những bão táp của thế sự.".
Qua ca khúc này, Văn Cao đã mượn dòng nhạc và lời hát để kể lại chuyện tình tuyệt vọng của Trương Chi với Mỵ Nương. Nhưng Văn Cao đã đi xa hơn các nhạc sĩ khác từ cảm hứng chuyện tình Trương Chi và Mỵ Nương, ông đã mượn hình ảnh xấu xí và tiếng hát tài hoa của Trương Chi để nói về con người và số phận đồng thời nói về chính mình. Nhưng chàng Trương Chi của thời đại, tức Văn Cao không đi tìm cái chết mà chấp nhận sống để tiếp tục...

## Ca sĩ thể hiện
Người hát đầu tiên là Kim Tiêu. Tuy nhiên hiện nay, đại chúng đều xem Ánh Tuyết là người thể hiện thành công nhất bài hát này (đặc biệt trong chương trình thu âm trực tiếp "Suối mơ đến Thiên thai" năm 2001, được Hãng phim trẻ phát hành album năm 2005). Sinh thời, Văn Cao từng rơi lệ sau khi nghe Ánh Tuyết hát Trương Chi. Ông nói với chị: “Đầu đời Văn Cao đã có một Kim Tiêu, không ngờ cuối đời lại gặp một Ánh Tuyết”. Ngoài ra còn nhiều ca sĩ khác thể hiện: Anh Ngọc, Thái Thanh, Mai Hương, Quỳnh Giao, Duy Khánh, Ngọc Tân, Trần Thái Hòa, Đức Tuấn, Anh Thơ,...